# Động vật cuồng sát

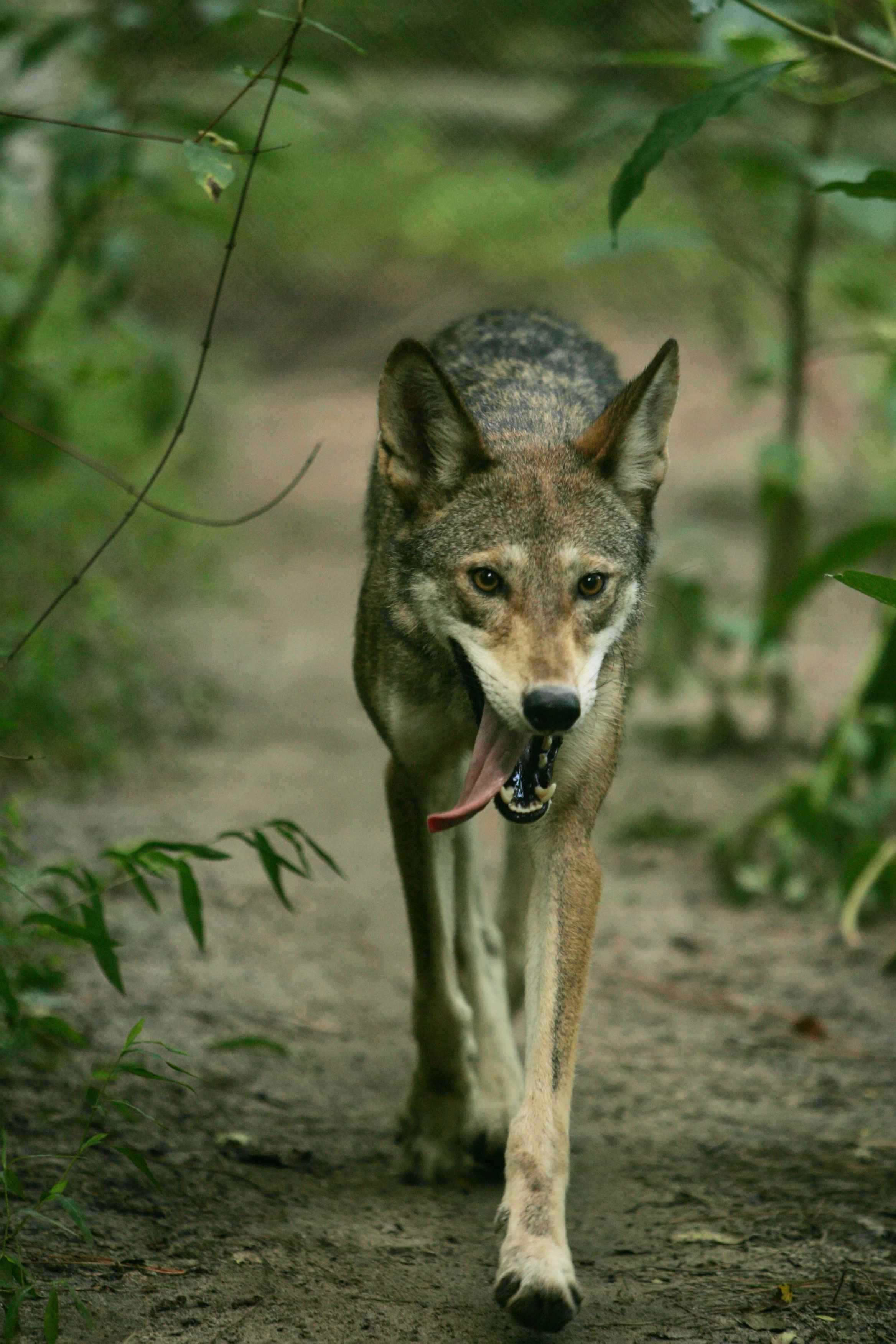
Những con sói được ghi nhận là có hiện tượng cuồng sát

Ở động vật ăn thịt, cuồng sát (tiếng Anh: surplus killing), lạm sát quá mức (tiếng Anh: excessive killing hoặc overkill) hay hội chứng chuồng gà (tiếng Anh: henhouse syndrome) là hành vi giết nhiều con mồi hơn số lượng chúng có thể ăn, thông thường là tàn sát hàng loạt với một cuộc tấn công ồ ạt đẫm máu, sau đó bỏ rơi phần còn lại hoặc bỏ mặc cho con mồi chết. Đây là hiện tượng giết chóc ở động vật khi hung thủ không vì mục đích ăn thịt hoặc đấu tranh sinh tồn, nó diễn ra khá phổ biến ở các loài họ chó và họ nhà mèo.
Thuật ngữ này được nhà sinh vật học Hans Kruuk của Hà Lan đề ra ra sau khi nghiên cứu những con linh cẩu nâu thường thấy ở châu Phi và những con cáo đỏ ở Anh. Thuật ngữ Hội chứng chuồng gà được đưa ra để chỉ về hành vi của một con thú ăn thịt (họ mèo) khi lạc vào một khu vực có nhiều vật nuôi chúng sẽ giết hàng loạt con gà nhưng không ăn con mồi. Ngoài con người, các loài động vật nổi, ve vôi, voi, chồn, ong mật, sói, cá hổ kình, cáo đỏ, báo, sư tử, cá mập, nhện, nâu và gấu đen, chó sói, chồn, chồn gấu trúc, chó và mèo nhà cũng đã được ghi nhận hành vi này.

## Cơ chế

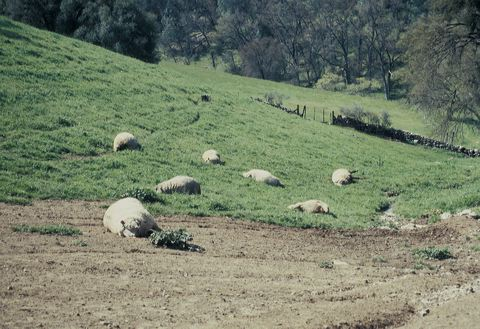
Hàng loạt con cừu chết trên đồng cỏ ở Mỹ, thủ phạm của vụ tàn sát hàng loạt này được quy cho báo sư tử hoặc sói đồng cỏ

Nhà sinh học người Hà Lan Hans Kruuk, quan sát cấu trúc của chương trình chung của quá trình ăn thịt ở động vật và đưa ra giả thuyết sau về bản chất của sự cuồng sát này, theo đó, Dãy của cơ chế chung của hành vi ăn thịt ở động vật bao gồm bốn giai đoạn khác nhau: 1-săn tìm, 2-săn đuổi, 3-giết chết, 4-ăn thịt. Mỗi giai đoạn này phải được tăng cường tích cực và độc lập và không phụ thuộc vào nhau.
Kẻ ăn thịt không chỉ thỏa mãn khi hoàn thành trình tự này, do đó, chiến lợi phẩm được thể hiện qua xác con mồi mà còn là kết quả đạt được trong từng giai đoạn. Trên thực tế, các nỗ lực săn bắt trong tự nhiên, đặc biệt đối với những con vật còn non đang học hỏi hoặc thiếu kinh nghiệm thường thất bại và vì thế cần phải có một hình thức củng cố tích cực buộc chúng phải thực hiện từng giai đoạn khác nhau nhằm bắt con mồi.
Trong một tình huống bình thường, tức là nơi mà các con mồi không sẵn có với số lượng lớn, từng bước thể sẽ thực hiện theo quy trình truy tìm, theo đuổi, giết chết và sẽ tiêu tốn nhiều thời gian do con mồi sẽ tự bảo vệ mình khỏi cuộc tập kích bằng các cơ chế phòng vệ tự nhiên. Nếu tình huống bất bình thường xảy ra, khi các giai đoạn săn lùng và theo dấu quá dễ dàng hoặc thậm chí không cần phải thực hiện (ví dụ như trong chuồng gà), kẻ ăn thịt sẽ bị kích thích để thực hiện bước tiếp theo là giết chóc và cứ thế lặp lại liên tục.

## Vụ việc
Trên thế giới có ghi nhận một số vụ việc động vật lạm sát các con mồi của chúng. Tại Úc, trong vài ngày một con một con cáo đã giết chết 11 con Wallabi và 74 con chim cánh cụt nhưng hầu như không ăn thịt một cái xác nào. Một con báo ở Cape Province, Nam Phi giết chết 51 con cừu và cừu non trong một lần Tương tự, hai con mèo rừng ở Cape Province giết chết 22 con cừu trong một đêm, chỉ ăn một phần của mông của một con vật. Có tới 19 con linh cẩu đã chết đã giết chết 82 con của linh dương Thomson và làm bị thương 27 con, nhưng chúng chỉ ăn 16%. Vào cuối mùa thu, một con chồn thường (triết bụng trắng) đã giết chết những con chuột chù và sau đó đào chúng lên và ăn vào những ngày mùa đông khi trời lạnh quá để đi săn.

### Sói

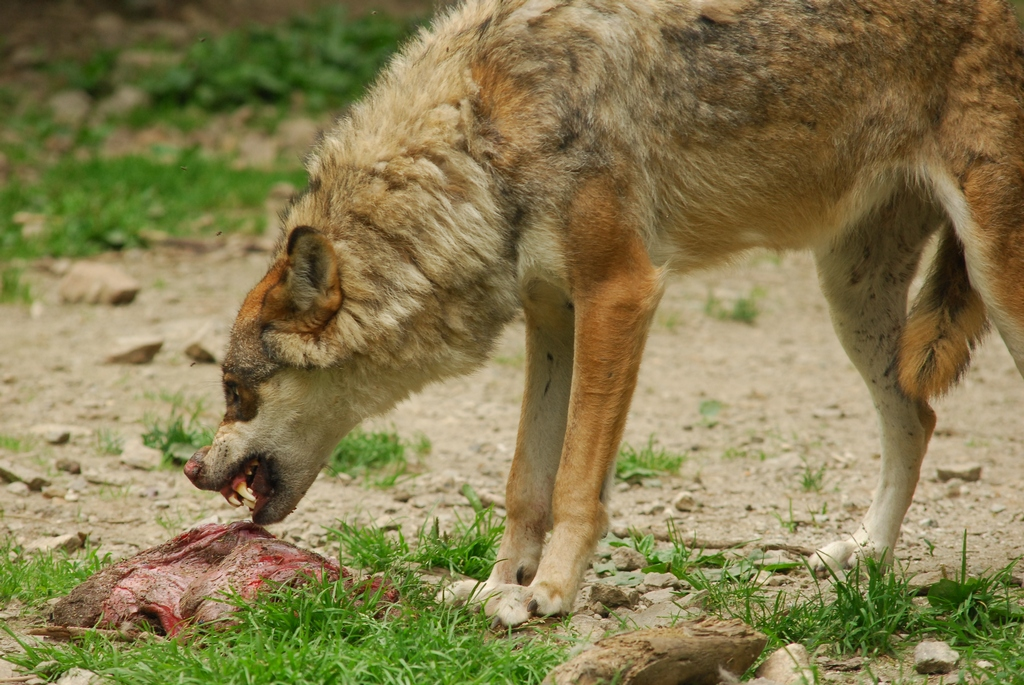
Sói nổi tiếng là hung dữ và tàn nhẫn

Có nhiều ví dụ minh chứng về những kẻ săn mồi đang hiển hiện ra những vụ giết chóc quá mức như những vụ việc lạm sát, trong đó, những con sói đôi khi bị cáo buộc là thủ phạm. Các nhà nghiên cứu thuộc lãnh thổ Tây Bắc Canada đã tìm thấy xác của 34 con tuần lộc Bắc Mỹ sơ sinh đã bị giết bởi những con sói và vương vãi ra nhiều nơi với một nửa ăn được và một số hoàn toàn không bị ảnh hưởng chiếm diện tích trên 3 km vuông (1,2 dặm vuông). Sự tiêu diệt điên cuồng của những con sói chủ yếu được quan sát thấy khi tuyết rơi bất thường vào cuối mùa đông hoặc đầu mùa xuân, và những con sói đã thường xuyên tích trữ con mồi để ăn những ngày hoặc vài tuần sau đó như là tập tính tích trữ.
Vào ngày 7 tháng 2 năm 1991, tại Vườn Quốc gia Denali, sáu con sói đã giết chết ít nhất 17 tuần lộc và để lại nhiều xác không bị đụng chạm vào. Vào tháng 3 năm 2016, một đàn sói ở Wyoming với cả thảy chín con sói đã giết chết 19 con nai sừng xám. Ông John Lund thuộc Phòng săn bắn và Cá của Wyoming, tuyên bố rằng chưa bao giờ ghi lại những vụ giết chóc lạm sát đến mức cực đoan đó. Trong vụ giết chóc lạm sát, kẻ săn mồi chỉ ăn những động vật và bộ phận động vật được ưu tiên nhất, chẳng hạn như những bộ phận nội tạng, những mô mềm nhiều mở dễ ăn, còn những phần khó ăn hơn chúng sẽ bỏ lại cho những kẻ khác.

### Chó hoang
Một con chó hoang ở Úc được đặt tên theo sát thủ nổi tiếng Hannibal Lecter bởi khả năng giết cừu hàng loạt, con chó hoang xảo quyệt này là thủ phạm đã giết chết 500 con cừu trong vòng 6 năm, tại ngôi nhà gần thị trấn Scone thuộc New South Wales. Con chó đã gieo rắc nỗi khiếp sợ cho trang trại, khi giết chết tổng cộng 500 con cừu trị giá 50.000 USD. Nó là một con chó hoang rất khỏe, to lớn và xảo quyệt, và luôn hành động đơn độc, có khả năng hạ gục những con cừu lớn hơn và moi thận chúng. Nó chỉ ăn duy nhất quả thận, sau đó thả con cừu đi, con cừu sẽ chạy đi xa và cuối cùng chảy máu đến chết, những con chó hoang hiếm khi tấn công cừu, sau đó để chúng chết từ từ và đau đớn theo cách như vậy.
Các nhân viên chính phủ và thợ săn chuyên nghiệp từng bỏ ra nhiều nỗ lực nhằm giết chết con chó trong thời gian dài, với chi phí tìm kiếm ước tính tiêu tốn hàng chục nghìn USD, nhưng không thành công, Sự quỷ quyệt, cách săn mồi tàn bạo và khả năng lẩn trốn tài tình của con chó hoang khiến nó được đặt tên là "Hannibal Lecter" sau đó nó đã bị thợ săn Australia lùng sục trong thời gian dài và tiêu diệt, thời tiết nóng bức và khói bốc lên vào cuối tuần trước có thể khiến con chó hoang khoảng 8-10 tuổi này mất phương hướng nên đã bị bắn hạ.

### Hổ

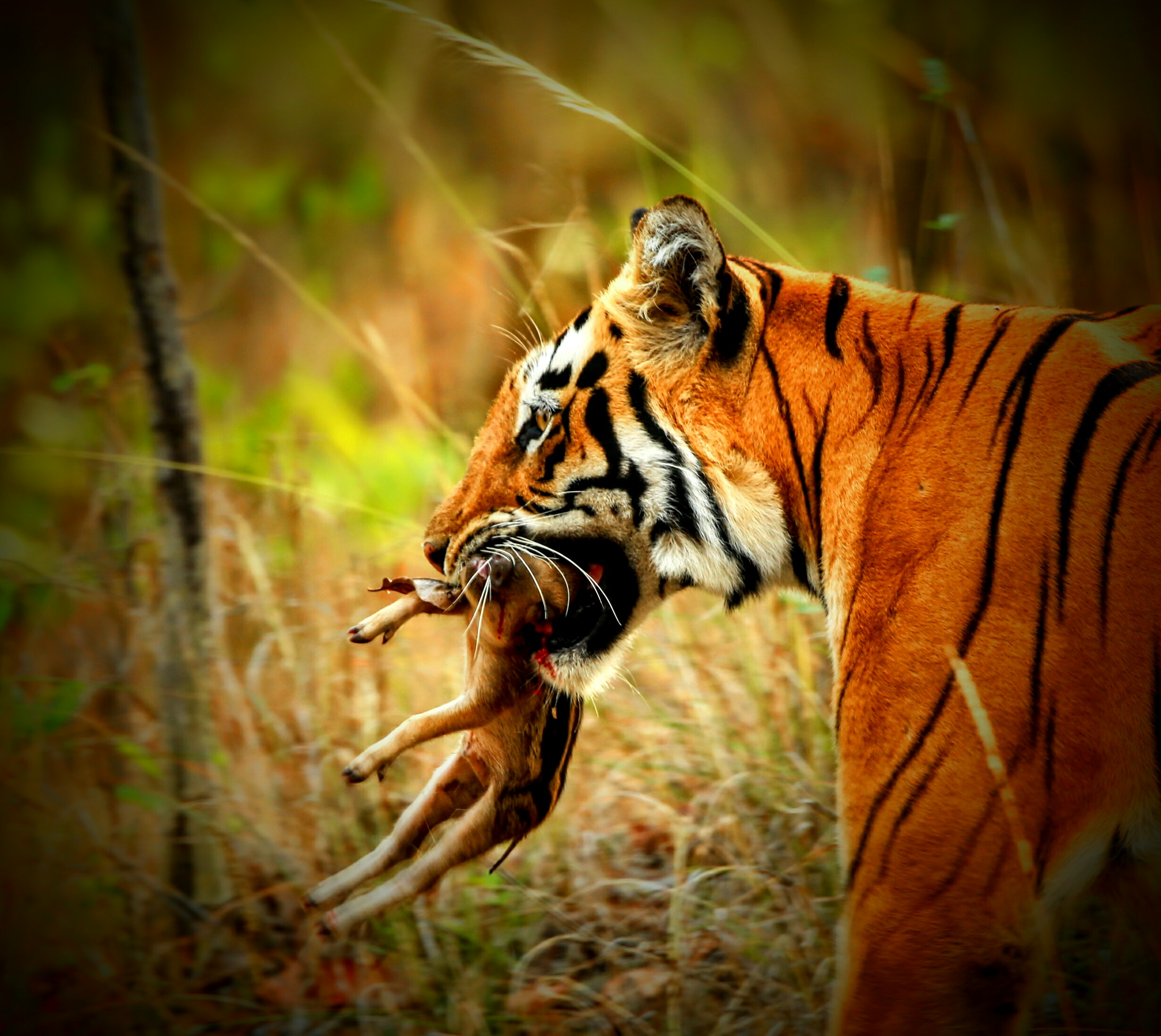
Một con hổ cái giết và ăn một con lợn con

Ở Việt Nam có những câu chuyện về hổ dữ lạm sát gia súc. Bối cảnh diễn ra tại đại ngàn nghiến trên dãy đá vôi thuộc xã Thượng Lâm và Khuôn Hà được cho là vẫn còn một đàn hổ, ít nhất phải 4-5 con, người ta nhìn dấu chân, dấu vết cắn, cào trên con mồi, đã biết là hổ và trong rừng Thượng Lâm vẫn còn đàn hổ, với ít nhất là 4-5 con. Đàn hổ này giáp mặt nhiều lần với nhân chứng, cả tận mắt, lẫn thấy dấu chân, thấy con mồi ăn dở và chúng được kể rằng đã tàn sát gia súc để trả thù con người, trong đại ngàn nghiến trước đây, thú rừng nhiều, nên nhiều người chỉ xách súng vào rừng là có cái ăn, vì con người phá rừng làm nương, chiếm mất chỗ ở của cọp, rồi săn bắn thú cướp mất mồi ăn của chúng, nên chúng nổi điên mà trả thù con người.
Thời điểm đó, cứ lúc sáng tinh sương và chiều xuống, là cọp mò về bản dọa người, rình bắt thú. Những gia đình mất trâu, bò một cách bí ẩn. Người Tày ở đây thường thả rông trâu, bò trong rừng, vài ngày mới vào rừng cho ăn muối để chúng nhớ vị mặn mà không đi xa. Thế nhưng, đàn trâu, bò cứ hao hụt dần vì cọp. Lần mò trong rừng tìm kiếm, chỉ nhận được xác trâu, bò đã phân hủy, hoặc bị mất bộ lòng, toàn bộ thịt phần đùi, mông, nhìn cách ăn đó nhiều người cho rằng thủ phạm là hổ. Vào buổi chiều tà mùa hè, rừng núi Nà Tông vang động bởi tiếng à ưm từ sau vách núi đá vôi vọng lại. Cái tiếng à ưm trầm, vang đó quá quen thuộc là tiếng cọp, những tiếng à ưm vang lên nối tiếp nhau, chứng tỏ có một đàn hổ vài con đang quẩn quanh dưới chân núi.
Nghe tiếng cọp gầm mà ai nấy dựng tóc gáy, lạnh sống lưng. Nhà nào cũng cửa kín then cài, không dám ló đầu ra ngoài. Sau đó, có người làm chứng về chuyện cách đây không lâu lắm, tại một bãi đất trống, đàn cọp đã mò về bản cắn chết 30 con dê, cọp gầm à ưm vang động cả núi rừng, cắn đàn dê chết la liệt, tất cả số dê, từ nhỏ đến to đều chết vì những vết cắn đứt họng, những vết cào toạc da, toác thịt, có nơi đàn hổ đã tàn sát 10 con dê nhà. Có tường thuật rằng từ phía thung lũng dưới chân núi Nà Tông ngay sau nhà nạn nhân thì tiếng đàn dê kêu la thảm thiết, náo loạn cả núi rừng, xen lẫn tiếng cây cối xào xạc, hổ gầm kinh người, những âm thanh man rợ của cọp và thê lương của dê vang lên một lúc, thì im bặt, núi rừng tịnh không có một tiếng động.
Biết rằng đàn hổ đã đi xa, người dân mới đốt đuốc lần mò vào thung lũng xem xét sự tình, đàn dê 20 con của nạn nhân đã chết sạch, không còn con nào sống sót. Bầy dê 10 con của nhà một nạn nhân khác cũng bị đàn hổ phanh thây, với máu me be bét rải rác khắp thung lũng, kinh ngạc nhất, là toàn bộ số dê bị cắn chết, nhưng không con nào bị ăn thịt, hoặc mất tích. Tất cả số dê, từ nhỏ đến to đều chết vì những vết cắn đứt họng, những vết cào toạc da, toác thịt. Sự việc đàn hổ rầm rộ kéo về bản Nà Tông cắn chết 30 con dê nhà đã gây chấn động trong vùng. Trước đó, hổ chỉ thi thoảng mới bắt trâu, bò, dê trong rừng để ăn thịt, do đó hành động tàn sát dê rồi bỏ đi như lần này quả thực rất lạ, nó giống việc trả thù con người hơn là kiếm mồi ăn. Nghĩ rằng, loài hổ về bản trả thù.